# 歐威爾主義
歐威爾主義（英語：Orwellism），形容詞為歐威爾式（英語：Orwellian），是以英國左翼作家、社會評論家喬治·歐威爾所描述的破壞自由開放社會的社會福祉的做法。

## 定義
「歐威爾主義」指現代專制政權藉由嚴厲執行政治宣傳、監視、故意提供虛假資料、否認事實（雙重思想）和操縱過去（包括製造「非人」，意指把一個人過去的存在從公共記錄和記憶中消除）的政策以控制社會。

## 描述
歐威爾對這些做法的描述主要見於一些諷刺寓言小說，特別是反烏托邦小說《一九八四》。《一九八四》中描述了這樣的世界觀：在一極權統治的國家，當權者監控人民、對人民施以思想控制、藉口消滅異己，以及編篡事實與歷史等。不過，對雙言巧語的批判則不限於小說，也見於其他作品形式，例如雜文集《政治與英語》。

## 外部連結
- Finding Orwell in Burma （页面存档备份，存于）